# John L. Hall
John Lewis Hall (ur. 21 sierpnia 1934 w Denver) – amerykański fizyk, wykładowca University of Colorado. W 2005 roku został uhonorowany, wspólnie z Theodorem Hänschem, Nagrodą Nobla z fizyki za wkład w rozwój precyzyjnej spektroskopii laserowej. Obaj dostali wspólnie połowę nagrody, drugą połowę otrzymał Roy Glauber.